# Так сильно
«Так сильно» (укр. Дуже сумую) — тридцята пісня українського гурту «ВІА Гра».

## Відеокліп
1 грудня 2015 року на платформі YouTube відбулася презентація кліпу. За задумом режисера, учасниці тріо Анастасія, Еріка та Міша мстять коханим. І роблять це в незвичний спосіб — обливають пальним автомобіль чоловіка, його кабінет і займають. Наприкінці кліпу дівчата самі себе обливають пальним, проте в останній момент закривають запальничку.
Режисером кліпу виступив Сергій Солодкий.

## Учасники запису
- Анастасія Кожевнікова
- Міша Романова
- Еріка Герцег